# Sturmhöhe (1939)
Sturmhöhe (Originaltitel: Wuthering Heights, auch bekannt als Stürmische Höhen) ist ein US-amerikanischer Liebesfilm von William Wyler aus dem Jahr 1939, das auf dem Roman Sturmhöhe (1847) von Emily Brontë basiert, sich aber hauptsächlich auf den ersten Teil des Romanes konzentriert. Der Film gewann den New York Film Critics Circle Award als Bester Film des Jahres 1939, außerdem erhielt er acht Oscar-Nominierungen.

## Handlung
Im ländlichen Yorkshire zu Beginn des 19. Jahrhunderts: Der neue Pächter von Grange namens Lockwood sucht während eines heftigen Sturms Zuflucht im Herrenhaus Wuthering Heights. Die Bewohner des Hauses, allen voran Hausherr Heathcliff, verhalten sich kalt und abweisend gegenüber dem Fremden. In der Nacht erwacht Lockwood in seinem Gästezimmer und muss entdecken, dass der Fensterladen vom Sturm an das zerbrochene Fenster schlägt. Als er nach der Lade greifen will, spürt Lockwood, wie ihn eine eiskalte Hand berührt. Zugleich hört er eine Frauenstimme, die sich Cathy nennt und Heathcliff bittet, sie hereinzulassen, da sie sich im Moor verirrt habe. Als Lockwood von seinem gruseligen Erlebnis erzählt, stürmt Heathcliff in das Moor hinaus und ruft verzweifelt Cathys Namen.
Die betagte Haushälterin Ellen berichtet dem sichtlich verwirrten Lockwood, dass er der lange verstorbenen Cathy Earnshaw begegnet sei. Lockwood erklärt, dass er nicht an Geister glauben würde – Ellen meint, dass er es wahrscheinlich tun würde, wenn er die Vorgeschichte von Cathy und Heathcliff erfahre.
Ellen beginnt ihre Erzählung damit, wie Heathcliff als verwahrlostes Kind vor rund 40 Jahren von Mr. Earnshaw in den Straßen von Liverpool aufgelesen wurde. Fortan lebt Heathcliff in Wuthering Heights und wird von Mr. Earnshaw wie sein eigener Sohn behandelt, was allerdings bei dem leiblichen Sohn Hindley für Neid sorgt. Heathcliff liebt seine Stiefschwester Cathy und sie ihn. Nach dem Tod des alten Earnshaw nutzt der Erbe Hindley die Situation aus und degradiert den verhassten Heathcliff, den er einen „Bettler“ und „Zigeuner“ nennt, zum Stallknecht. Cathy hält trotzdem zu Heathcliff und liebt ihn weiterhin, doch wird sie gleichzeitig vom kultivierten und wohlhabenden Nachbarn Edgar Linton umworben.
Cathy entscheidet sich gegen eine Heirat mit dem Knecht Heathcliff, da dies den gesellschaftlicher Abstieg für sie bedeuten würde. Sie vertraut ihre Gedanken der Haushälterin Ellen in einem Gespräch an, das von Heathcliff belauscht wird. Heathcliff verlässt daraufhin Wuthering Heights. Cathy läuft ihm in die Moore nach, um ihm ihre Liebe zu gestehen, doch ist es zu spät.
Cathy heiratet schließlich Edgar Linton, und sie führen eine glückliche Ehe. Ein paar Jahre später kehrt Heathcliff als reicher Mann aus Südamerika zurück. Hindley ist zum Alkoholiker geworden und völlig überschuldet, woraufhin Heathcliff die Schulden begleicht und Wuthering Heights kauft, um sich an Hindley zu rächen. Dann heiratet er Edgar Lintons naive Schwester Isabella Linton, die sich in ihn verliebt hat – doch hat er dabei einzig das Ziel im Auge, sich an Cathy für deren vermeintliche Untreue zu rächen.
Die Ehe zwischen Heathcliff und Isabella wird schon bald von Heathcliffs Hass und Bitterkeit bestimmt. Unterdessen erkrankt Cathy, die Heathcliff immer noch begehrt, schwer. Sie stirbt schließlich des Lebens und Kämpfens müde in den Armen von Heathcliff.
Ellen beendet ihre Erzählung für Mr. Lockwood, als der Landarzt Dr. Kenneth hereinstürmt und berichtet, er habe Heathcliff tot im Moor aufgefunden. Zuvor habe er aus der Ferne Heathcliff zusammen mit einer Frau im Moor gesehen, jedoch habe er, als er ihm nachlief, nur die Fußabdrücke von Heathcliff – nicht die der Frau – vorgefunden. Ellen meint, dass Heathcliff und Cathy jetzt erst zu leben beginnen würden. In der letzten Szene gehen beide – als Geister – endlich vereint durch ihr geliebtes Moor.

## Hintergrund
Emily Brontës 1847 veröffentlichter Roman Sturmhöhe entwickelte sich zu einem Literaturklassiker. Diese 1939er-Verfilmung ist erst die zweite Verfilmung, die erste war 1920 als Stummfilm in Großbritannien mit Milton Rosmer als Heathcliff entstanden. Im Vergleich zu Brontës Roman fallen viele Freiheiten auf: Die zweite Hälfte des Buches wurde beispielsweise weitestgehend ausgelassen, weil die damals übliche Spielfilmlänge höchstens zwei Stunden betrug und die Handlung sonst für diese kurze Zeitspanne überladen gewesen wäre. Auch spätere Verfilmungen folgten oft diesem Vorbild und ließen den zweiten Teil des Buches aus.
Die letzte Szene im Film, in der Heathcliff und Catherine Hand in Hand dem Himmel entgegengehen, kommt ebenfalls nicht im Buch vor. Produzent Samuel Goldwyn fügte die Schlussszene gegen den Protest von Regisseur William Wyler noch nach Ende der Dreharbeiten ein. Weder Wyler noch Laurence Olivier noch Merle Oberon waren an der Szene beteiligt, sie wurde mit den Lichtdoubles gedreht. Goldwyn schrieb sich im Vergleich zu Wyler den Löwenanteil an dem Film zu: „I made Wuthering Heights, Wyler only directed it.“ und nannte ihn seinen Lieblingsfilm unter den von ihm produzierten Filmen.
Um die Moore von Yorkshire in Kalifornien wiederzubeleben, schickte Goldwyn eigens eine Filmcrew nach England, die Bilder für die Szenenbildner unter Leitung von James Basevi machen sollte. Gedreht wurden die Außenzenen im Wildwood Regional Park nördlich von Los Angeles. Rund 200 Hektar wurden für die Außenszenen bepflanzt, unter anderem wurden 1000 Besenheiden aus England importiert.
Für Laurence Olivier bedeutete Sturmhöhe den Durchbruch als Filmstar in den Vereinigten Staaten. Im Wettbewerb um die Rolle des Heathcliff schlug er unter anderem Ronald Colman, Douglas Fairbanks junior, die ebenfalls gehandelt wurden, und Robert Newton, die eigentliche Wunschbesetzung von William Wyler. Gleichwohl war Olivier bei den Dreharbeiten eher unzufrieden, weil er seine damalige Geliebte und spätere Ehefrau Vivien Leigh eigentlich als Catherine besetzt sehen wollte. Leigh war zu diesem Zeitpunkt in den USA noch weitgehend unbekannt und stand wenige Monate vor ihrer Verpflichtung für ihre ikonische Rolle als Scarlett O’Hara in Vom Winde verweht, durch die sie weltberühmt wurde. Wyler erkannte zwar Leighs Talent, aber ein dem amerikanischen Filmpublikum noch weitgehend unbekanntes Hauptdarsteller-Duo Olivier/Leigh galt den Verantwortlichen aus kommerzieller Sicht als zu risikoreich. Daher wurde Leigh nur die Rolle der Isabella angeboten, die sie aber ablehnte.
Zwischen Merle Oberon und Olivier war die Stimmung am Filmset daher eher schlecht, teilweise soll es sogar zu Beleidigungen gekommen sein. Oberon war damals ein wesentlich bekannterer Star als Olivier oder Leigh – dementsprechend wird sie im Vorspann von Sturmhöhe auch als erste Person genannt.
Auch zwischen William Wyler und Laurence Olivier kam es häufiger zu Spannungen, da der Hauptdarsteller – der zuvor überwiegend auf der Bühne gespielt hatte – nach Wylers Meinung mitunter übertrieb und theatralisch wirkte. Zudem war Wyler dafür bekannt, oft mehrere Dutzend Einstellungen von derselben Szene zu machen, was Olivier nervte. Er ließ zudem die Bemerkung fallen, dass „dieses kraftlose kleine Medium kein großes Schauspiel verträgt“, wofür er von der gesamten Filmcrew ausgelacht wurde. In seiner Autobiografie On Acting äußerte sich Olivier Jahrzehnte später allerdings versöhnlich und gestand, dass Wyler ihm geholfen habe, die Unterschiede zwischen Film- und Theaterschauspiel zu erkennen.
Wyler hatte auch mit seiner Hauptdarstellerin Merle Oberon Probleme: In einer Szene muss Cathy durch Wind und Regen durch die Moore rennen, um Heathcliff zurückzuhalten. Der perfektionistische Wyler jagte Oberon so viele Male durch diese Szene, dass sie Fieber bekam und sogar für kurze Zeit ins Krankenhaus musste.
In Erinnerung blieb Sturmhöhe unter anderem wegen der innovativen Arbeit von Kameramann Gregg Toland, der zwei Jahre später auch für Citizen Kane von Orson Welles verantwortlich war. Wyler und Toland bevorzugten beide „lyrische, fließende Kamerabewegungen, lange Einstellungen und Tiefenschärfe-Fotografie“. Sturmhöhe gilt als einer der ersten Hollywood-Filme, in denen Tiefenschärfe zum Einsatz gebracht wird, und Toland wurde mit dem Oscar ausgezeichnet. Auch bekannt ist die von Alfred Newman komponierte Filmmusik mit Cathy’s Theme als Leitthema des Films.

## Synchronisation
In der deutschen Fassung spricht Erik Schumann den Heathcliff (Laurence Olivier), während Horst Caspar als Edgar Linton (David Niven) zu hören ist.

## Auszeichnungen
Der Film war bei der Oscarverleihung 1940 für acht Kategorien nominiert, konnte aber nur in einer Kategorie gewinnen:
- Beste Schwarzweiß-Kamera für Gregg Toland (Gewonnen)
- Bester Film für Samuel Goldwyn Productions (Nominiert)
- Beste Regie für William Wyler (Nominiert)
- Bestes adaptiertes Drehbuch für Ben Hecht und Charles MacArthur (Nominiert)
- Bester Hauptdarsteller für Laurence Olivier (Nominiert)
- Beste Nebendarstellerin für Geraldine Fitzgerald (Nominiert)
- Beste Filmmusik für Alfred Newman (Nominiert)
- Bestes Szenenbild für James Basevi (Nominiert)

Außerdem gewann Sturmhöhe 1939 den New York Film Critics Circle Award als Bester Film.
In späteren Jahren wurde der Film unter anderem vom American Film Institute geehrt, welches ihn 1998 in seiner Liste Die 100 besten amerikanischen Filme aller Zeiten auf Platz 73 setzte. Bei der 2002 ebenfalls vom American Film Institute durchgeführten Wahl der 100 besten amerikanischen Liebesfilme aller Zeiten landete Sturmhöhe sogar auf Platz 15. Außerdem wurde der Film in das National Film Registry aufgenommen.

## Kritiken
Sturmhöhe erhält bis heute eine weitgehend positive Bewertung, beim US-amerikanischen Filmkritikerportal Rotten Tomatoes fallen alle der 19 Kritiken positiv aus. Gemeinsam mit Vom Winde verweht gilt der Film als ein Höhepunkt des romantischen Hollywood-Kinos der 1930er-Jahre.

„[E]in starker und düsterer Film, so poetisch gemacht wie es der Roman nicht immer war, sinister und wild wie es gedacht war, dramatisch viel kompakter als Miss Brontë es gemacht hatte. Es ist nicht wirklich eine sorgfältige Übersetzung, was weder Miss Brontë noch der Leinwand gedient hätte — egal wie die Brontë-Gesellschaften vielleicht darüber denken. Aber es ist eine sorgfältige Adaption, ehrfürchtig und gut, welche direkt in das Herz des Buches geht […] Es ist ohne Frage einer der distinguiertesten Filme des Jahres, und einer der besten je von Mr. Goldwyn produzierten, und Sie sollten sich entscheiden, ihn anzusehen.“

„Samuel Goldwyns Filmversion enthält alles von dem grimmigen Drama aus dem Buch. Die dramatischen Episoden setzten sich lebhaft im Gedächtnis fest. […] Es ist durchaus schwere Kost. […] Olivier zeigt eine feine Darstellung als launischer, rachsüchtiger Liebhaber. Miss Oberon ist durchweg exzellent und zeigt gut die wechselnden Stimmungen. Niven behandelt seine Rolle zufriedenstellend, während Miss Fitzgerald eindrucksvoll als Nivens Schwester ist, welche unter die Räder von Olivier kommt und in ihrer Ehe zu ihm nur Unglück findet. […] Die Kameraarbeit von Gregg Toland ist erste Klasse, und die Filmsets passen zu der Periode der Geschichte.“

„Wildromantisches, exzellent gespieltes und brillant fotografiertes Melodram nach dem Roman von Emily Brontë, zugleich eine Studie über das ‚Abenteuer Liebe‘, bei der die beiden Hauptfiguren als Vertreter unvereinbarer Prinzipien agieren. Ein außergewöhnlicher, düsterer Hollywood-Klassiker, der im eigentlichen Sinne ‚Augenlust‘ bereitet.“

„Ein Film über Verstrickungen und Maßlosigkeit von Gefühlen; […] ein Manko die Fehlbesetzung Olivier. (Wertung: drei Sterne - sehr gut.)“

## DVD-Veröffentlichung
- Stürmische Höhen. MGM Home Entertainment, 2004.
- Stürmische Höhen. Samuel Goldwyn Films, 2017.

## Soundtrack
- Alfred Newman: Wuthering Heights. Original Motion Picture Soundtrack. Membran/Mousiki Akti, Hamburg und Athen 2004, Tonträger-Nr. 221856-207 – digital restaurierte Originalaufnahme der Filmmusik (Mono), eingespielt unter der Leitung des Komponisten
- Alfred Newman: Wuthering Heights. Suite. Auf: Wuthering Heights. A Tribute to Alfred Newman. Koch International, Port Washington 1997, Tonträger-Nr. 3-7376-2 H1 – digitale Stereo-Neueinspielung von Auszügen der Filmmusik durch das New Zealand Symphony Orchestra unter der Leitung von Richard Kaufman